# 유기홍
유기홍(柳基洪, 1958년 6월 11일~)은 대한민국의 정치인으로, 제17·19·21대 국회의원이다. 본관은 전주이며, 류기수 제2대 국회의원의 손자다.

## 생애
양정고등학교와 서울대학교 국사학과를 졸업했다. 민주화운동청년연합, 민족화해협력범국민협의회 등 시민사회단체에서 활동했다. 2000년 김대중정부 청와대 정책기획수석실 정책기획국장을 역임했다. 개혁국민정당과 열린우리당 창당을 주도하고 2004년 4월 17대 총선에서 국회에 처음 입성했다.
17대에서는 국회 교육위원회, 19대에서는 국회 교육문화체육관광위원회에서 의정활동을 하고 있다. 더불어민주당 교육특별위원회 위원장으로 임명되는 등 국회 내에서 교육전문가로 인정받고 있다. 의정활동 8년 연속 국정감사 우수의원상을 받고, 19대국회 4년간의 의정활동을 종합평가해 수여하는 상인 ‘국회 종합헌정대상’을 수여받는 등 의정활동 성과도 상위권에 드는 것으로 평가된다.

### 학창시절
1977년 서울대학교 국사학과에 입학했다. 서울대학교 입학과 함께 서울특별시 관악구 봉천동(현재의 청림동)에서 자취를 시작했다.
국사학과 대표와 학내 서클인 역사철학회 회장직을 맡아 학생운동을 주도했다. 1980년 5월 17일 서울의 봄 당시 신군부에 의해 계엄사령부(사령관 전두환) 합동수사본부로 연행되어 폭행을 당하다 석방되었다. 이 사건으로 유기홍은 무기정학 처분을 받았다
유기홍은 1981년 3월과 4월의 서울대학교 학내 시위를 주도한 혐의로 구속돼 집회및시위에관한법률 위반으로 재판에 넘겨져 징역8월 선고를 받았다.

### 사회운동
유기홍은 1983년 결성된 민주화운동청년연합(민청련)의 사무국장직을 맡는다. 민청련의 초대 대표로는 김근태가 추대됐다. 1984년 민청련 정책실장, 1987년에는 민청련이 발행하는 민중신문의 편집장을 맡았다. 1986년에는 민청련 주도 가두시위 주동 혐의로 2년간 수배됐다가 1988년 2월에 검거되어 구속됐다.
1991년 민청련의 마지막 의장을 맡아 민청련과 1992년 새로 결성된 한국민주청년단체협의회(한청협)의 통합에 참여했고, 한청협 정책위원장직을, 1994년부터 1998년까지 한청협 의장직을 맡는다.
1998년부터 2000년까지 민족화해협력범국민협의회(민화협)의 초대 사무처장으로 활동했다.

### 정계입문
2000년 국민의정부 당시 청와대 정책기획수석실 정책기획국장으로 발탁됐다. 2002년 청와대에서 퇴직하여 유시민, 문성근 등과 함께 개혁국민정당 창당을 주도했다. 유기홍은 개혁국민정당의 조직위원장, 대선 상황실장, 정책위원장으로 활동했다. 2003년 ‘신당창당협의기구’의 정책분과 대표로 열린우리당 창당에 기여했다.

### 17대 국회의원
2004년 열린우리당 소속으로 제17대 국회의원 총선거에서 서울특별시 관악갑에서 국회의원에 당선됐다. 국회의원 임기 4년간 국회 교육위원회에 몸담았다. 국회 교육위원회 여당 간사로 참여정부가 추진하던 4대 개혁입법 중 하나인 사립학교법 개정 등에 깊이 관여했다. 중국의 동북공정과 일본의 역사왜곡 저지를 위한 정부출연기관인 동북아역사재단 신설 법안을 대표발의해 통과시켰다.

### 첫 번째 낙선
2008년 대한민국 제18대 국회의원 선거에서 통합민주당 후보로 출마해 45.3%를 얻어 48.1%를 얻은 한나라당 김성식 후보에 2,765표차로 패배했다. 낙선 이후에도 민주당 관악갑 지역위원장직을 유지했다. 2010년 전국동시지방선거 서울특별시장 한명숙 후보와 2011년 서울특별시장 보궐선거의 박원순후보의 선거대책본부장으로 활동했다. 2011년 노무현재단 기획위원에 임명됐다.

### 19대 국회의원
2012년 4월 열린 대한민국 제19대 국회의원 선거에서 총 50.11%를 얻어 당시 현역의원인 무소속 김성식 후보를 10,803표차로 꺾었다. 유기홍은 19대 국회에서 교육문화체육관광위원회 위원으로 활동중이다.
국회<올바른 역사교육을 위한 의원모임>대표, 국회 <교육에서 희망을 찾는 국회의원모임>, 18대 대통령선거 민주통합당 문재인후보 교육특별위원장, 더불어민주당 교육특별위원장, 더불어민주당 장준하선생 의문사 진상조사위원장, 민주당 친일독재미화왜곡 역사교과서 대책위원장 등 주로 교육과 역사 분야에서 두각을 나타냈다.
학교비정규직 처우개선을 위한 교육공무직법안을 대표발의하고, 학교비정규직 처우개선 예산 확보를 위해 노력했다. 학교비정규직 처우개선을 위한 활동을 지속하던 도중, 민주당 을지로위원회 신설과 함께 부위원장에 임명됐다.
2014년 4월 16일 세월호침몰사고 직후 새정치민주연합 세월호대책특별위원회 제도개선팀장에 선임되어 안전 관련 제도점검과 제도 개선을 주도했다.
2014년부터 2015년까지 새정치민주연합 수석대변인을 지냈다.

### 두 번째 낙선
2016년 대한민국 제20대 국회의원 선거에서 더불어민주당 후보로 출마해 37.6%를 얻어 38.4%를 얻은 국민의당 김성식 후보에 1,239표차로 패배했다. 낙선 이후에도 더불어민주당 관악갑 지역위원장을 유지했다.

### 관악구와의 인연
1977년 서울대학교 입학과 함께 봉천동(현재의 청림동)에서 자취생활을 했다. 1989년부터 1995년까지 봉천동나라사랑청년회 지도위원, 1996~1997년 관악청년회 지도위원을 지냈다.

## 학력
- 1971년 서울수송국민학교 졸업
- 1974년 배재중학교 졸업
- 1977년 양정고등학교 졸업
- 1991년 서울대학교 인문대학 국사학 학사
- 2010년 북한대학원대학교 통일교육학(박사과정 수료)

## 경력
- 1979년: 서울대학교 역사철학회 회장
- 1979년: 서울대학교 국사학과 학생회장
- 1983년: 민주화운동청년연합 사무국장
- 1984년: 민주화운동청년연합 정책실장
- 1987년: 민중신문 편집장
- 1991년: 민주화운동청년연합 의장
- 1992년: 전국연합 정책위원장
- 1998년: 민족화해협력범국민협의회 초대사무처장
- 2000년~2002년: 대통령비서실 정책기획국장
- 2002년 희망네트워크 공동대표
- 2002년: 개혁국민정당 집행위원
- 환경운동연합 자문위원
- 제26대 유네스코 한국위원회 위원
- 2004년: 열린우리당 중앙당 시민사회특별위원회 위원장
- 2004년 4월 15일: 대한민국 제17대 국회의원 선거 당선(서울 관악구 갑, 열린우리당, 초선)
- 2005년: 열린우리당 서울특별시당 중앙위원
- 2005년: 열린우리당 홍보미디어위원장
- 2005년: 열린우리당 동북공정대책특별위원회 위원장
- 열린정책연구원 부원장
- 2008년 9월~: 미래희망교육 이사장
- 2008년~2011년: 민주당 서울특별시당 관악구 갑 지역위원회 위원장
- 2010년: 제5회 전국동시지방선거 민주당 한명숙 서울특별시장 후보 선거대책본부장
- 2011년: 2011년 하반기 재보궐선거 무소속 박원순 서울특별시장 후보 선거대책본부장
- 2011년 11월~: 사람사는세상 노무현재단 기획위원
- 2011년~2013년: 민주통합당 서울특별시당 관악구 갑 지역위원회 위원장
- 2012년 4월 11일: 대한민국 제19대 국회의원 선거 당선(서울 관악구 갑, 민주통합당, 재선)
- 2012년: 민주통합당 원내기획부대표
- 2013년: 교육문화체육관광위원회 간사
- 2013년: 국회 올바른 역사교육을 위한 의원모임 공동대표
- 2013년~2014년: 민주당 서울특별시당 관악구 갑 지역위원회 위원장
- 2013년: 민주당 친일독재 미화왜곡 대책위원회 위원장
- 2013년~2014년: 민주당 제5정책조정위원장
- 2014년 3월~2015년 12월: 새정치민주연합 서울특별시당 관악구 갑 지역위원회 위원장
- 2014년 3월~2015년 12월: 새정치민주연합 교육특별위원회 위원장
- 2014년 6월~2015년 2월: 새정치민주연합 수석대변인
- 2015년 12월~2016년 8월: 더불어민주당 교육특별위원회 위원장
- 2015년 12월~2024년 5월: 더불어민주당 서울특별시당 관악구 갑 지역위원회 위원장
- 더불어민주당 중앙당 선거관리위원회 위원장
- 더불어민주당 조직강화특별위원회 위원
- 2020년 4월 15일: 대한민국 제21대 국회의원 선거 당선(서울 관악구 갑, 더불어민주당, 3선)

## 의정 활동
- 2004년 5월 30일~2008년 5월 29일: 제17대 국회의원(서울 관악구 갑, 열린우리당→대통합민주신당→통합민주당, 초선)
  - 제17대 국회 교육위원회 간사
- 2012년 5월 30일~2016년 5월 29일: 제19대 국회의원(서울 관악구 갑, 민주통합당→민주당→새정치민주연합→더불어민주당, 재선)
  - 2012.07~2013.03: 제19대 국회 전반기 교육과학기술위원회 간사
  - 2013.03~2014.05: 제19대 국회 전반기 교육문화체육관광위원회 간사
  - 2013.08~2014.05: 제19대 국회 전반기 예산결산특별위원회 위원
  - 2014.06~2016.05: 제19대 국회 후반기 교육문화체육관광위원회 위원
- 2020년 5월 30일~2024년 5월 29일: 제21대 국회의원(서울 관악구 갑, 더불어민주당, 3선)
  - 2020.06~2021.08: 제21대 국회 전반기 교육위원회 위원장
  - 2021.08~2022.05: 제21대 국회 전반기 외교통일위원회 위원
  - 2021.10~2021.11: 제21대 국회 감사원장(최재해) 임명동의에 관한 인사청문특별위원회 위원
  - 2022.07~2023.06: 제21대 국회 후반기 교육위원회 위원장
  - 2023.06~2024.05: 제21대 국회 후반기 교육위원회 위원
  - 2023.06~2024.05: 제21대 국회 후반기 예산결산특별위원회 위원

## 상훈
- 2012년 국정감사 NGO 모니터단 선정 국정감사 우수의원
- 2012년 민주당 선정 국정감사 우수의원
- 2013년 국정감사 NGO 모니터단 선정 국정감사 우수의원
- 2013년 경실련 선정 국정감사 우수의원
- 2013년 국회의원 헌정대상
- 2013년 유권자시민행동 선정 국정감사 최우수의원
- 2013년 전국지역신문협회 선정 국회의원 의정대상
- 2013년 한국과학기술단체총연합회 선정 의정활동 우수대상
- 2014년 국정감사 NGO 모니터단 선정 국정감사 우수의원
- 2014년 경실련 선정 국정감사 우수의원
- 2014년 새정치민주연합 선정 국정감사 우수의원
- 2014년 대한민국을 빛낸 21세기 한국인상
- 2015년 대한민국 헌정대상
- 2015년 대한민국 유권자대상
- 2015년 대한민국 인성교육대상
- 2015년 대한민국 인물대상 선정 대한민국 의정대상
- 2015년 2015 대한민국창조경영대상 선정 국정감사 우수의원대상
- 2015년 지방자치TV/(사)대한기자협회 선정 대한민국 의정대상
- 2015년 국정감사 NGO모니터단 선정 국정감사 우수의원
- 2015년 새정치민주연합 선정 국정감사 우수의원상
- 2015년 제2회 맘인스누상(서울대 부모학생협동조합)
- 2015년 법률소비자연맹 국회의원 헌정대상
- 2016년 국회 종합헌정대상
- 2020년 국정감사 NGO 모니터단 선정 국정감사 우수의원

## 저서
- 1989년 민족이여, 통일이여
- 1999년 어느 3대의 화해
- 2006년 교육에서 희망찾기
- 2008년 희망, 우리의 힘
- 2011년 교육에서 희망찾기 시즌2
- 2013년 승정원 일기를 깨우자

## 역대 선거 결과
|  | 46.80% |

|  | 44.03% |

|  | 50.11% |

|  | 37.55% |

|  | 55.92% |

## 소속 정당
| 소속 정당 | 소속 정당      | 소속 기간 | 비고           |
| --------- | -------------- | --------- | -------------- |
|           | 건설국민승리21 | 1997~1999 | 창당 정계 입문 |
|           | 무소속         | 1999~2002 | 정당 해산      |
|           | 개혁국민정당   | 2002~2004 | 창당           |
|           | 무소속         | 2004      | 탈당           |
|           | 열린우리당     | 2004~2007 | 입당           |
|           | 대통합민주신당 | 2007~2008 | 합당           |
|           | 통합민주당     | 2008      | 합당           |
|           | 민주당         | 2008~2011 | 당명 변경      |
|           | 민주통합당     | 2011~2013 | 합당           |
|           | 민주당         | 2013~2014 | 당명 변경      |
|           | 새정치민주연합 | 2014~2015 | 합당           |
|           | 더불어민주당   | 2015~현재 | 당명 변경      |

## 같이 보기
- 관악구 갑
- 서울 관악구의 국회의원